# Venusvliegenvanger
De venusvliegenvanger of venusvliegenval (Dionaea muscipula) is een vleesetende plant uit de zonnedauwfamilie (Droseraceae). Het is de enige soort in zijn geslacht. De stengels kunnen tot 5 centimeter lang worden. De bladeren zijn stevig en voorzien van een dikke waslaag. Aan het uiteinde van een blad vormt zich een val. Dit vangblad bevat haren die, na irritatie, signalen sturen waarna de val dichtklapt. Bij gekweekte exemplaren worden de kleine bloemen vaak afgeknipt omdat het de plant veel energie kost om die te laten bloeien. 

## Kenmerken
De venusvliegenval is een meerjarige, kruidachtige plant. Hij groeit langzaam en bereikt na drie tot vier jaar bloeirijpheid. Hij heeft vijf tot tien bladeren in een rozet die de vorm van vallen hebben. In de herfst gaat de plant in winterslaap, herkenbaar aan de vorming van kleine bladeren met inactieve vallen. De soort is voorwaardelijk winterhard, hij kan minimaal −5° C verdragen. In het voorjaar loopt de plant weer uit. 

### Wortels en wortelstok
De hoofdwortel van de venusvliegenval sterft snel na het ontkiemen af ten gunste van enkele vezelige zijwortels. Het wortelsysteem wordt vooral gebruikt om de plant in de grond te verankeren en om water op te nemen. De wortels zijn voor de aanvoer van mineralen bijna niet relevant. Ongeveer 10 tot 15 centimeter onder het maaiveld bevindt zich de wortelstok van de plant, waaruit hij weer ontspruit als hij bovengronds is afgestorven.

### Bladeren/vallen
De venusvliegenval is een plant die bij aanraking zijn ingewikkeld geconstrueerde vangblad kan dichtvouwen om insecten, vooral vliegen en mieren, en spinnen te vangen. Het vangmechanisme is een van de snelst bekende bewegingen in het plantenrijk met een duur tot 100 milliseconden. De vangbladeren bestaan uit een sterk verbrede bladsteel, die tien centimeter lang kan worden. Het blad, dat van binnen rood is bij blootstelling aan zonlicht, is bijna rond en tot vijf centimeter in diameter. De kleur en de vloeistof die door nectariën op het blad worden uitgescheiden, dienen om prooien aan te trekken. Als knop staat het blad, gesloten en aan de randen naar binnen gevouwen, op de nog zeer korte bladsteel gevouwen. Pas als de steel grotendeels volgroeid is klapt het blad op en open. De randen van het blad zijn voorzien van puntige borstelharen en getekend met een UV-patroon. Daardoor lijkt de rand donkerder in de ogen van een insect dan het midden van de twee bladhelften, waar er elk drie tot negen zeer dunne voelerharen staan. De haren hebben een tapsheid direct boven hun basis die fungeert als een gewricht en waarachter zich in het bladweefsel een receptorcel bevindt. Het gewricht bevordert niet alleen de stimulus van de receptorcel, maar zorgt er ook voor dat de haren wegklappen wanneer de val gesloten is.
Als een mogelijke prooi binnen 20 seconden twee keer een of meerdere tastharen aanraakt, wordt een actiepotentiaal geactiveerd, dat zich met een zeer hoge snelheid (6 tot 20 cm/s) over het hele blad voortplant en de sluiting initieert. De helften van de bladeren van de val slaan tegen elkaar aan als een strijkijzer en verrassen het slachtoffer. Er werd lang gediscussieerd over hoe de daadwerkelijke sluiter wordt geactiveerd. In 2004 is het mechanisme experimenteel bewezen: in geopende toestand zijn de bladhelften convex gekromd, dit wordt gedaan door de buitenkant van de bladhelften over het gewricht met ongeveer 10% samen te trekken. In deze gespannen toestand wacht de val op het triggersignaal. Met behulp van nog onbekende fysiologische processen veroorzaakt dit een kleine verandering in de kromming, waarna de val plotseling verandert van convexe naar concave vorm (vergelijkbaar met een brekende contactlens) en instort als een geklemd beenklem. De val is niet actief gesloten, maar eerder ontspant een eerder gespannen bladveer, zoals de veer van een kwakende kikker, nadat deze is losgelaten.
Deze sluiting is echter nog niet voltooid. Grotere insecten worden gevangen door de lange borstelharen en het is voor hen onmogelijk om te ontsnappen. Als de prooi echter beduidend te klein is, kan hij in de open lucht komen tussen de nog enigszins geopende borstelharen en bespaart de plant zichzelf tijdrovende verteringsprocessen die niets met de opbrengst te maken hebben. Bovendien controleren chemische en bewegingsreceptoren na het sluiten of de gevangen prooi ook daadwerkelijk bruikbaar is. Pas als ze een overeenkomstige stimulus hebben doorgegeven, is de val volledig gesloten, anders gaat hij na enkele uren tot een dag weer open en valt de dode prooi op de grond. Hier wordt het afgebroken en worden de voedingsstoffen via de wortels opgenomen. Deze uitbuiting van de prooi vormt het grootste deel van de energievoorziening. Als er echter een goed verteerbare prooi is gevangen, wordt de afdichting vervolgens versterkt door groei om de val volledig af te sluiten en eventuele lekkage van vloeistof tijdens de daaropvolgende vertering te voorkomen. Door deze groei kan de val na de spijsvertering tot 10% groter worden.
Een spijsverteringssecretie die amylasen, esterasen, fosfatasen, proteasen, ribonucleasen en, in kleine sporen, chitinasen bevat, wordt nu uitgescheiden door kleine, zittende klieren. De planten verteren de gevangen insecten en nemen de opgeloste voedingsstoffen op via cellen. Wat overblijft zijn onverteerde overblijfselen zoals het chitinepantser en de poten. De vertering kan tot wel tien dagen duren, afhankelijk van de grootte van de prooi, daarna gaat de val weer open en is weer klaar voor gebruik nadat de onverteerbare resten door regen of wind zijn verwijderd. Een val sluit maximaal zeven keer, daarna sterft het blad met de val.

### Bloemen
De plant vormt in het voorjaar een steel tot 30 centimeter hoog, waardoor wordt voorkomen dat bestuivers in de vallen komen en verteerd worden. De belangrijkste bestuivers zijn de zweefvliegen Trichodes apivorus, Typocerus sinuatus en Augochlorella gratiosa. Deze stengel draagt verschillende witte radiale, hermafrodiete bloemen die vijfvoudig zijn en een diameter hebben van maximaal drie centimeter. Elke bloem heeft vijf groenachtige kelkblaadjes en vijf niet-overlappende, witte bloembladen. De plant is dichogaam. Wanneer de bloem opengaat, is het stempel niet klaar om stuifmeel op te nemen. Het litteken is gerafeld als het rijp is.

### Vrucht en zaden
De planten zijn niet altijd zelfbevruchtend. De zaaddozen die zich vormen, bevatten talloze fijne, zwarte zaden. De zaden zijn licht en koud kiemend.

### Chromosoomnummer
Het aantal chromosomen is 2n = 32.

## Verspreidingsgebied
De plant is inheems in de pocosinemoerassen in de Amerikaanse staten North- en South Carolina, binnen een straal van ongeveer 100 kilometer rond de stad Wilmington. Het is genaturaliseerd in het noordwesten van Florida.

## Leefgebied
De venusvliegenval groeit op permanent vochtige, zonnige en open locaties op stikstofarme zandgrond bij temperaturen die in de winter tot -10° C kunnen oplopen en in de zomer tot 40° C. Voorbeelden hiervan zijn moerassen en veengrond. In de zomer zijn er regelmatig bosbranden die de plant bovengronds vernietigen. Het verdrijft dan echter weer uit de wortelstok en vindt ideale omstandigheden in de vegetatie die door het vuur is geruimd. Een langdurige afwezigheid van de branden leidt tot de overgroei van de venusvliegenvanger door de omringende vegetatie en uiteindelijk tot zijn dood door gebrek aan licht.
Doordat deze plant vallen heeft, kan deze voorkomen op voedselarme grond. De planten halen hun voedingsstoffen uit de insecten die ze vangen. De venusvliegenvanger is klein en groeit langzaam, vanaf zaadje tot volwassen plant duurt het ongeveer 3 jaar. Hij kan goed tegen vuur, wat een voordeel is bij periodieke branden, waarbij zijn concurrentie afbrandt. De plant komt van oorsprong voor in de Verenigde Staten, en zijn enige natuurlijke habitat zijn de moerassen en natte dennenbossen van North en South Carolina. Het zijn gematigde planten die zachte en matige winters overleven. Ze houden in de winter een winterrust.

## Bedreiging en status
Het bestaan van de venusvliegenvanger werd lange tijd in gevaar gebracht, enerzijds door de vernietiging van zijn leefgebied (drainage voor bouwdoeleinden), maar vooral door commerciële collecties van de jaren 1950 tot de jaren 1970. Alleen met de bescherming door de Plant Protection and Conservation Act in North Carolina en de daaropvolgende wereldwijde massaproductie van de plant in laboratoria kon de collectieve druk van de soort worden weggenomen. Tegenwoordig geniet de plant de speciale status van een speciale zorg, geen bedreigde of bedreigde plantensoort in de EU door EG-Reg. 338/97, in 2000 werd de soort door de IUCN als kwetsbaar op de Rode Lijst gezet. Hoewel deze bescherming voorkomt dat de collecties weer oplaaien, blijft het aantal planten afnemen door de gelijkblijvende bezettingsdruk en de strijd tegen bosbranden. Het Carolina Beach State Park werd al in 1969 gesticht ten zuiden van Wilmington, met een speciale focus op de vleesetende soorten die inheems in het gebied zijn. Naast zonnedauw, vlinders, bekerplanten en waterslangen wordt er speciale aandacht besteed aan de venusvliegenval.

## Systematiek
Het geslacht Dionaea is monotypisch, dat wil zeggen dat het slechts één soort bevat, Dionaea muscipula. Er zijn geen ondersoorten of variëteiten van de venusvliegenval gedefinieerd. Het wordt beschouwd als de meest basale soort binnen de zonnedauwplanten. Hun naaste verwanten zijn de koningszonnedauw (Drosera regia) en de watervanger (Aldrovanda vesiculosa).

## Botanische geschiedenis
De plant werd voor het eerst vermeld op 2 april 1759 in een brief van de toenmalige gouverneur van North Carolina, Arthur Dobbs, aan de botanicus Peter Collinson, een lid van de Royal Society in Londen. Collinson vroeg verschillende keren om zaden of levende planten, maar pas in 1768 bracht William Young planten en zaden naar het Verenigd Koninkrijk, waar ze eindelijk beschikbaar werden gesteld aan Collinson en Daniel Solander (hoewel Collinson stierf voordat hij ze kon inspecteren). Solander noemde de plant Dionaea crinita en toen een van de exemplaren voor het eerst bloeide in augustus 1768, stelde hij zijn vriend John Ellis in staat de plant te onderzoeken. Op 1 september 1768 verscheen de beschrijving van de plant, die nu door Ellis Dionaea muscipula wordt genoemd, in St. James’s Chronicle.
De botanische naam Dionaea muscipula is waarschijnlijk een woordspeling. De geslachtsnaam Dionaea verwijst naar Dione, de moeder van Venus, wat duidelijk een toespeling is op de optische gelijkenis van de vangbladeren met de menselijke vulva. De soortaanduiding muscipula betekent echter letterlijk muizenval. Een denkbare spelfout (muscipula = muizenval, muscicipula = vliegenval) spreekt het feit tegen dat Ellis al duidelijk was over de betekenis van de term in de eerste beschrijving en het was niet voor niets dat de Engelssprekende wereld ook sprak van "Aphrodite's Mousetrap". Een brief waarmee Ellis de plant aan Carl von Linné overhandigde, vergezeld van een schets en plantmateriaal en eerste verwijzingen naar de vleesetende, werd door Ellis afgewezen. Hoewel hij de beschrijving en tekening herkende, verwierp hij het idee van vleesetende met verwijzing naar Genesis 1: 29f., volgens welke planten mensen en dieren als voedsel zouden dienen, maar niet andersom. De aanname van vleesetende is daarom godslasterlijk. Alleen Charles Darwin brak met dit dogma in zijn boek Insectivorous Plants, gepubliceerd in 1875. In dit werk beschouwde hij ook de venusvliegenval en demonstreerde hij zijn vleesetende levenswijze.

## Cultuurgeschiedenis
De spectaculaire vorm en de ongebruikelijke jachtmethode van de plant baarde mensen al vroeg na de beschrijving ervan. Thomas Jefferson en keizerin Joséphine hebben al exemplaren van de plant gekweekt. In 1800 was er een afbeelding van haar op een dessertbord van de Königliche Porzellan-Manufaktur Berlin. In de twintigste eeuw kende de venusvliegenval een enorme toename in populariteit met de film Little Shop Full of Horrors van Roger Corman in 1960 en werd onderdeel van de populaire cultuur. Sindsdien heeft de film gediend als sjabloon voor tal van nieuwe producties, waaronder de musical The Little Horror Shop en een toneelstuk. Sindsdien zijn afbeeldingen van venusvliegenvallen of daarop gebaseerde personages gevonden in tal van films, strips, videogames of als speelgoed, maar ook op stempels met motieven, kleding, zonnebrillen, serviesgoed en zelfs als naamgenoot voor technostukken (Venus Fly Trap op Storm The Funk door Too Funk, 1995).

## Vleesetende plant
De plant vangt kleine insecten (voornamelijk vliegen) en spinnen door middel van bladeren die uit twee helften bestaan die snel kunnen dichtklappen. Een zeldzame keer kan ook een kleine kikker gevangen worden. De plant lokt zijn prooi door het afscheiden van een nectarachtige substantie aan de randen van de twee bladhelften. De zoete geur van de nectar lokt hoofdzakelijk vliegen.
Tussen de beide bladhelften zijn per blad drie tot negen voelharen aanwezig. Als een haar binnen circa 20 seconden twee of meer keer wordt aangeraakt, gaat de val dicht met de kans dat er een insect tussen zit. Regendruppels en windstoten lokken geen reactie van het blad uit omdat deze te langzaam gaan. Als regendruppels en windvlagen de vallen dicht zouden laten gaan, zou de plant veel energie verliezen. Als er niets blijkt te zijn gevangen openen de bladeren zich weer na een paar uur. Als de Zon op de binnenkant van de bekjes schijnt worden die mooi rood en aantrekkelijker voor insecten.
Tussen de dichtgeklapte bladeren komt een afscheiding vrij die het insect verteert. Elk blad kan slechts een gering aantal insecten verteren, daarna sterft het af. Het verteren van een insect duurt zo'n tien dagen. Na vertering blijft er een residu achter van onverteerbare delen van het insect. Als het blad weer open gaat valt dit residu er uit of wordt door de wind weggeblazen.
In de lente zijn de bladeren kort en breed, in de zomer lang en smal.

## Afbeeldingen

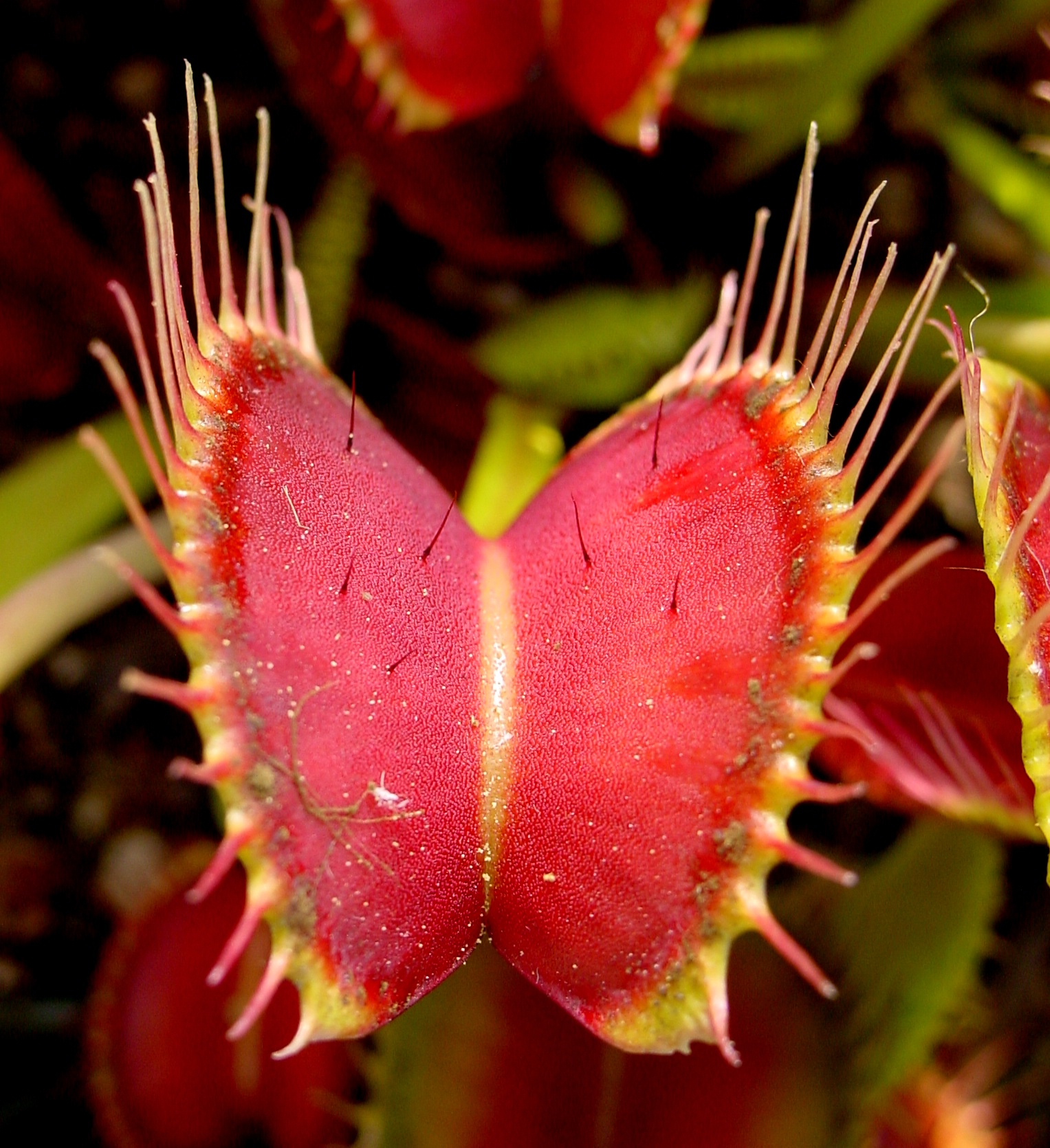
Val
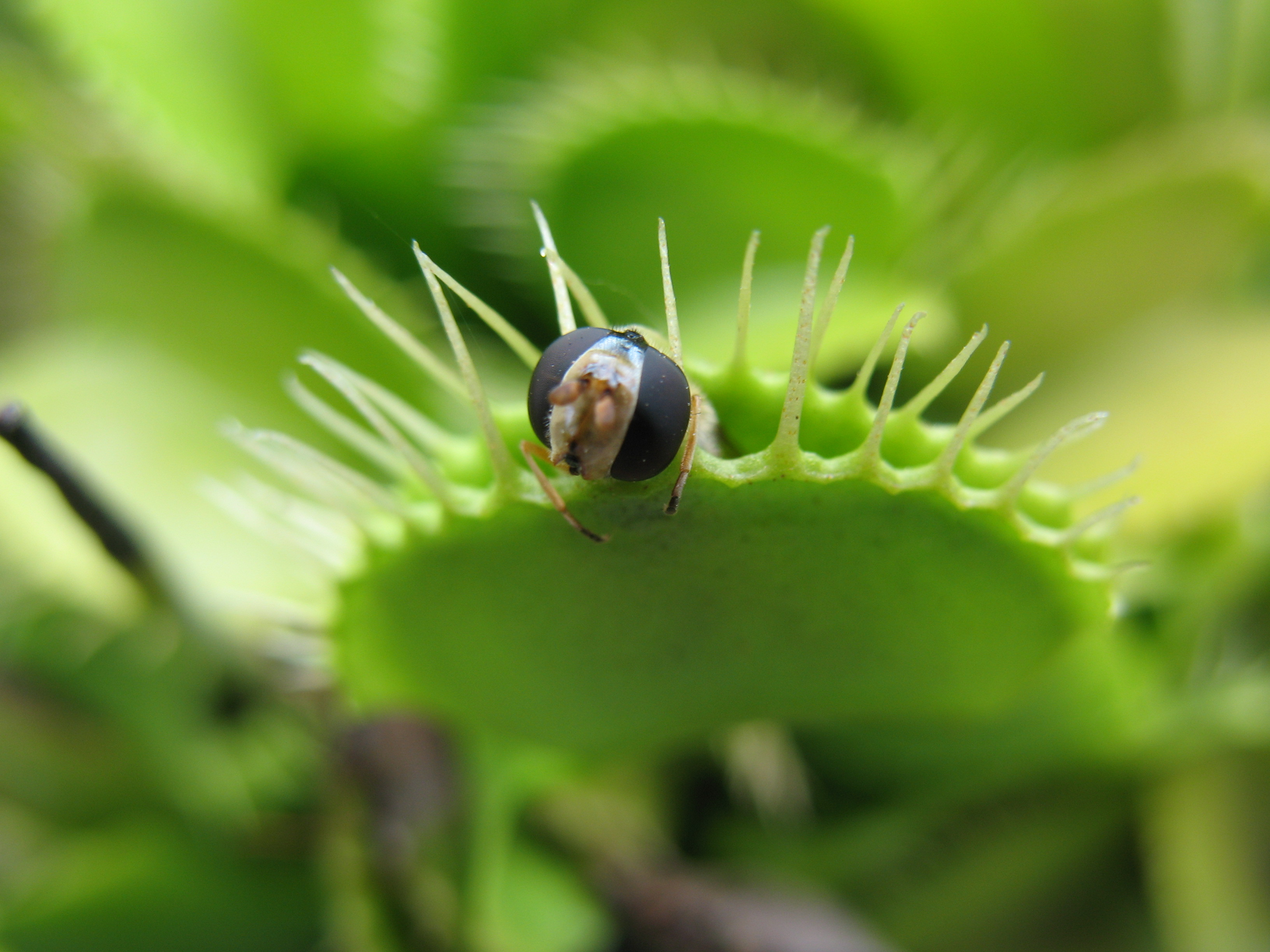
Zweefvlieg in de val
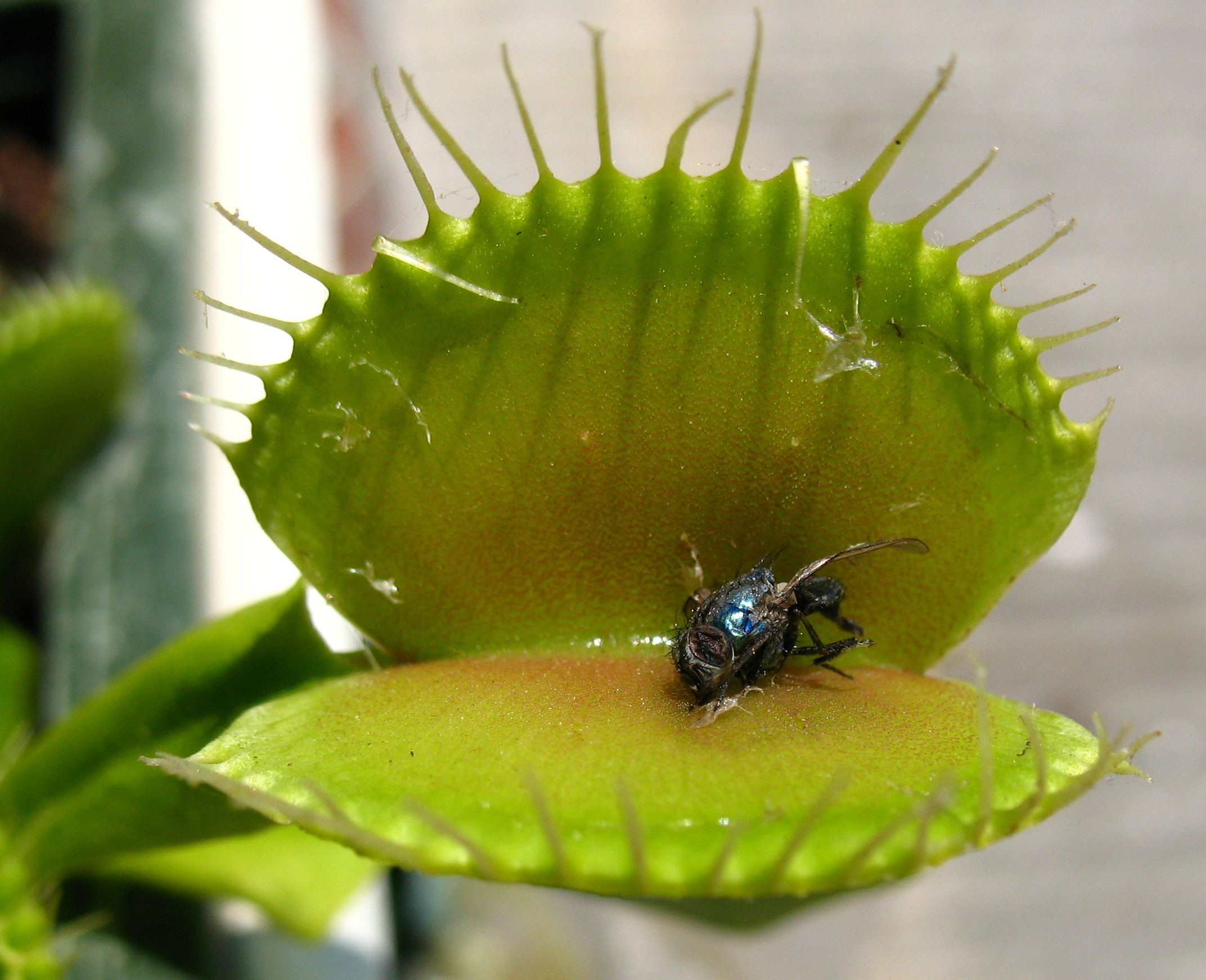
Verteerde vlieg in de val
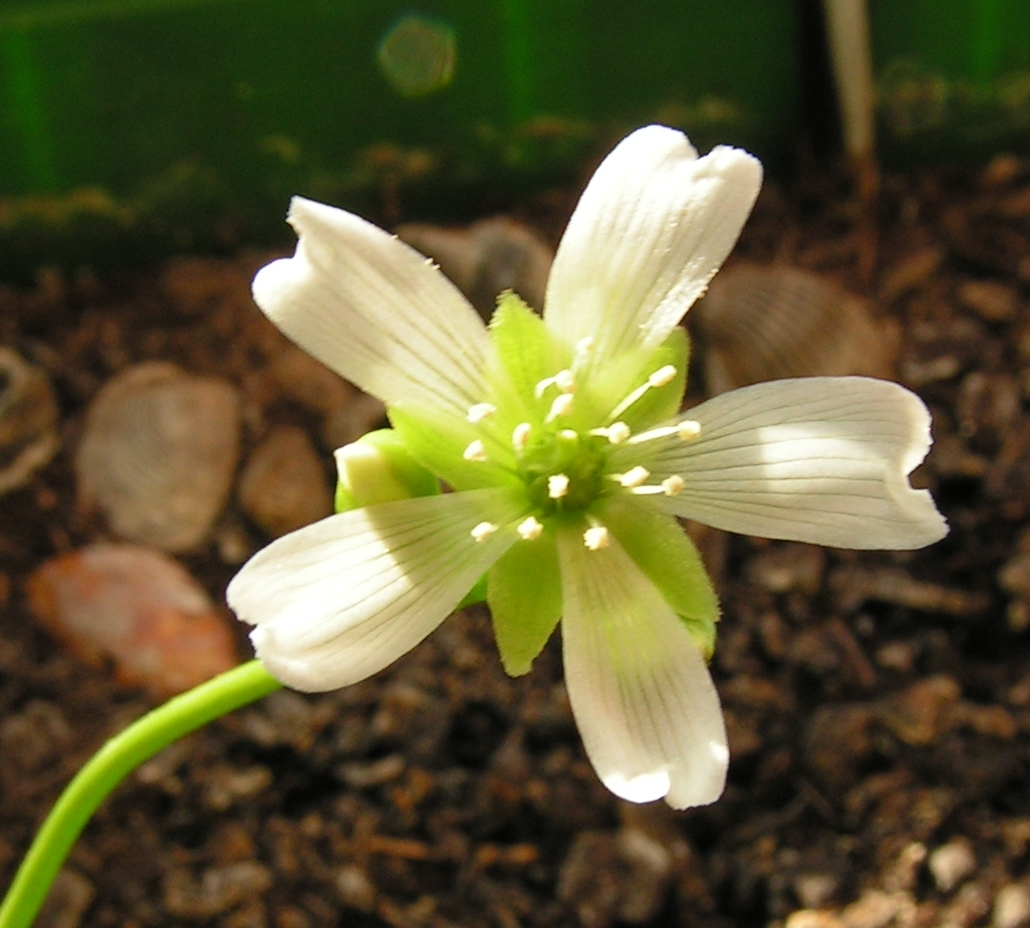
Bloem